# La Java des ombres
Pour plus de détails, voir Fiche technique et Distribution.
La Java des ombres est un film à suspense français de Romain Goupil, sorti en août 1983.

## Synopsis
Xavier est un ancien militant d'extrême gauche passé au trafic d'armes et aux règlements de comptes. Monsieur Jean, pointure des services secrets, le fait libérer avec l'intention de l'utiliser pour infiltrer et neutraliser l'organisation fasciste clandestine Janus, dont Xavier veut se venger.

## Fiche technique
- Titre français : La Java des ombres
- Réalisateur : Romain Goupil
- Scénariste  : Alain Aptekman et Romain Goupil
- Producteur : Catherine Lapoujade
- Musique du film : Gabriel Yared
- Directeur de la photographie : Richard Andry, Olivier Petitjean, Renan Pollès
- Montage : Hélène Viard
- Distribution des rôles : Dominique Besnehard
- Création des décors : Jean-Baptiste Poirot
- Société de production : CNC, France 3 Cinéma, MK2 Productions
- Société de distribution : MK2 Diffusion
- Pays de production :  France
- Genre : Thriller
- Durée : 90 minutes
- Date de sortie : 
  - France : 31 août 1983

## Distribution
- Tchéky Karyo : Xavier
- Franci Camus : Jérôme
- Anne Alvaro : Maria
- Jean-Pierre Aumont : M. Jean
- Didier Sandre : Gérard
- Agathe Meurisse : Agathe
- Pierre Vial : Nicolas
- Benoît Régent : Le dealer
- Lita Recio : Dorothée
- Philippe Nahon : Boussac
- Jean-Claude Bouillaud : Chauffeur de taxi
- Alain Aptekman : Louis
- Marc Fayolle : André
- Monique Couturier : Jacqueline
- Alain Chaumette : Elvig
- Alain Deshayes : Klaus
- Eva Simonet : Hélène
- Bernard Cazadessus : Chauffeur de taxi
- Michel Amphoux : Le propriétaire de la voiture arrosée
- Jean-Jacque Birou : Valmont
- Gérard Choukroun